# Zorro, il cavaliere della vendetta
Zorro, il cavaliere della vendetta (El Zorro, caballero de la justicia) è un film del 1971, diretto da José Luis Merino